# 巴尔达基夫卡
49°53′19″N 35°14′56″E / 49.88861°N 35.24889°E
巴尔达基夫卡（烏克蘭語：Бардаківка），2024年9月前名为采波奇基內（烏克蘭語：Цепочкине），是位於烏克蘭東部的村莊，由哈爾科夫州博霍杜希夫區的科洛馬克市鎮負責管轄。該村始建於1675年，面積0.42平方公里，海拔高度184米，2001年人口65，人口密度每平方公里154.8人。
2024年9月19日，乌克兰最高拉达将此村的名字改为巴尔达基夫卡。